# Sergio Tejera
Sergio Tejera Rodríguez (Barcellona, 28 maggio 1990) è un calciatore spagnolo, centrocampista dell'APOEL.

## Carriera

### Club
Ha giocato nella prima divisione spagnola ed in quella cipriota.

### Nazionale
Ha giocato nelle nazionali giovanili spagnole Under-16 ed Under-17.

## Palmarès

### Club

#### Competizioni regionali
- Copa Catalunya: 1

Gimnàstic: 2016-2017

#### Competizioni nazionali
- Supercoppa di Cipro: 1

APOEL: 2024